# Fachklinik Rhein/Ruhr
Die Fachklinik Rhein/Ruhr ist eine Fachklinik für interdisziplinäre Rehabilitationsmedizin im Essener Stadtteil Kettwig.

## Klinik
Der Gebäudekomplex der Klinik auf den Ruhrhöhen südlich des Kettwiger Sees wurde 1977 errichtet. Die Klinik ist nach §111 SGB V anerkannt, gehört zum Betreiber Mediclin innerhalb der Gruppe Asklepios und verfügt über 460 Betten in 355 Zimmern. Jährlich werden etwa 6000 Patienten in den Fachbereichen Innere Medizin, Kardiologie, Neurologie, Orthopädie und Geriatrie stationär, teilstationär und ambulant behandelt. Zudem verfügt das Haus unter anderem über ein Gästehaus, eine Schwimmhalle, eine Kapelle, eine Bibliothek und ein Cafe.
1994 ermittelte die Staatsanwaltschaft wegen Betrugs bei den Abrechnungen.